# Le Téléjournal Saskatchewan
 (décembre 2019).
Si vous disposez d'ouvrages ou d'articles de référence ou si vous connaissez des sites web de qualité traitant du thème abordé ici, merci de compléter l'article en donnant les références utiles à sa vérifiabilité et en les liant à la section « Notes et références ».
Le Téléjournal - Saskatchewan est un bulletin de nouvelles en français diffusé à la télévision de Radio-Canada en Saskatchewan.

## Description
L'émission mêle nouvelles provinciales, nationales et internationales. La rédaction y présente aussi les nouvelles culturelles, les nouvelles sportives et les prévisions météo. Le bulletin, d'une durée de 30 minutes, est diffusé du lundi au vendredi et est animé par Zoé Clin.
Les week-ends, les Saskatchewanais peuvent rester informés grâce au Téléjournal Saskatchewan week-end (auparavant En Bref), un court bulletin d'actualités provinciales d'une durée de 5 minutes qui est diffusé 5 fois en soirée à partir de 18 h. Ce bulletin est animé par Karel Houde-Hébert.
Auparavant, le Téléjournal de la semaine était présenté par Amélia MachHour et Marjolaine Perron, et les En Bref par Romain Chauvet.

## Journalistes et présentateurs[2]
- Zoé Clin, journaliste et présentatrice du lundi au vendredi.
- Karel Houde-Hébert, journaliste et présentateur de la fin de semaine.
- Raphaële Frigon, journaliste aux arts et à la culture.
- Jules Desjarlais, journaliste à la météo.
- Jean-Baptiste Demouy, Désiré Kafunda, Charles Le Bourgeois, Émeline Riffenach, Mercia Moosely, Geneviève Patterson, Gregory Wilson, Olivier Daoust et Katia St-Jacques sont les reporters de terrain de la rédaction.